# Mokrovousy
Mokrovousy (deutsch Nassenbart) ist eine Gemeinde mit 376 Einwohnern in Tschechien. Sie liegt 13 km nordwestlich von Hradec Králové in 252 m. ü. M. am östlichen Ufer der Bystřice in der breiten Flussebene und gehört dem Okres Hradec Králové an.

## Geschichte
Die Besiedlung des Ortes erfolgte bereits in vorgeschichtlicher Zeit. Auf der Flur Pod kostelem befindet sich eine Fundstätte aus der Jungsteinzeit. Beim Bau einer Einfamilienhaussiedlung wurden urzeitliche Reste von Lehmgefäßen und bearbeitete Feuersteine aufgefunden.
Mokrovousy wurde 1364 erstmals urkundlich erwähnt. Seit dieser Zeit wechselten vielfach die Besitzer des Ortes. 1707 kauften die Grafen Schaffgotsch den Ort und er wurde Teil ihrer Güter in Sadová. Nach dem Brand des Sadovaer Schlosses erwarben die Grafen Harrach auf Pürgles das Dorf.
1928 entstand das Kriegerdenkmal, das nach dem Zweiten Weltkrieg von der Sowjetarmee jährlich für Kranzniederlegungen anlässlich der Befreiung genutzt wurde. 1930 hatte Mokrovousy ca. 400 Einwohner. Im Jahre 1968 unterzeichneten 236 Einwohner eine Resolution gegen den Einmarsch der Truppen des Warschauer Paktes in die ČSSR.
Der Lauf der Bystřice wurde in der Vergangenheit reguliert und begradigt sowie zahlreiche Entwässerungsgräben angelegt. Westlich des Flusses verläuft der bedeutendste, der Klenická svodnice. Der Ort ist von Wiesen und Feldern umgeben, Wälder bestehen nicht.

## Ortsname
Mit großer Wahrscheinlichkeit leitet sich der Name des Dorfes, das sich in den Feuchtgebieten an der Bystřice befand, von mokro ve vsi (Nässe im Dorf) ab und die heutige Bezeichnung (nasser Bart) entwickelte sich daraus als volkssprachliche Verballhornung.

## Sehenswürdigkeiten
- Kriegerdenkmal für die Opfer des Ersten Weltkrieges, errichtet 1928